# Nei sogni nessuno è monogamo
| Recensione       | Giudizio |
| ---------------- | -------- |
| Ondarock         | 6,5/10   |
| Newsic           | 7,15/10  |
| Rockol           | 7/10     |
| SentireAscoltare | 7,3/10   |

Nei sogni nessuno è monogamo è l'ottavo album in studio del rapper e cantautore italiano Dargen D'Amico, pubblicato il 4 marzo 2022 dalla Universal. Contiene anche il singolo Dove si balla, con cui D'Amico ha partecipato al Festival di Sanremo 2022 segnando la prima partecipazione in gara dopo circa 25 anni di carriera.

## Tracce
Testi di Jacopo Matteo Luca D'Amico, eccetto dove indicato.
1. Patatine – 3:07 (testo: Jacopo Matteo Luca D'Amico, Davide Simonetta – musica: Jacopo Matteo Luca D'Amico, Davide Simonetta)
2. Sei cannibale ma non sei cattiva – 3:05 (musica: Jacopo Matteo Luca D'Amico)
3. Gaza – 2:58 (musica: Jacopo Matteo Luca D'Amico)
4. Dove si balla – 3:18 (testo: Jacopo Matteo Luca D'Amico, Edwyn Roberts, Gianluigi Fazio – musica: Jacopo Matteo Luca D'Amico, Edwyn Roberts, Gianluigi Fazio, Andrea Bonomo)
5. Katì – 3:05 (musica: Jacopo Matteo Luca D'Amico, Gianluigi Fazio)
6. Ma noi – 3:53 (musica: Jacopo Matteo Luca D'Amico, Davide Simonetta)
7. Una setta – 2:42 (musica: Jacopo Matteo Luca D'Amico, Marco Zangirolami)
8. Ustica – 3:09 (musica: Jacopo Matteo Luca D'Amico, Edwyn Roberts, Gianluigi Fazio)
9. Sangue amaro – 3:26 (musica: Gianluigi Fazio, Edwyn Roberts)
10. La bambola – 3:07 (testo: Jacopo Matteo Luca D'Amico, Franco Migliacci, Ruggero Cini, Bruno Zambrini – musica: Ruggero Cini, Bruno Zambrini)
11. La benzina sapeva di tappo – 2:30 (musica: Jacopo Matteo Luca D'Amico, Marco Zangirolami)
12. Nei sogni nessuno è monogamo – 2:06 (musica: Jacopo Matteo Luca D'Amico, Edwyn Roberts, Gianluigi Fazio)

Traccia bonus nella riedizione digitale
1. Ubriaco di te – 3:42 (testo: Jacopo Matteo Luca D'Amico, Edwyn Roberts, Gianluigi Fazio – musica: Edwyn Roberts, Gianluigi Fazio)

## Formazione
Musicisti
- Dargen D'Amico – voce
- Rufio – chitarre (traccia 11)

Produzione
- Dargen D'Amico – registrazione, produzione e arrangiamento (tracce 2, 3 e 11), produzione e arrangiamento (traccia 7)
- d.whale – registrazione, produzione e arrangiamento (tracce 1 e 6)
- Marco Zangirolami – produzione e arrangiamento (tracce 2, 3, 7 e 11), registrazione (traccia 7)
- Edwyn Roberts – produzione e arrangiamento (tracce 4, 5, 8, 9, 10 e 12), cori (tracce 10 e 12)
- D/\N/\ – registrazione, produzione e arrangiamento (tracce 4, 5, 8, 9, 10 e 12)
- Jvli – produzione e arrangiamento (traccia 5)
- Gianluigi Fazio – cori (tracce 10 e 12)
- Luigi Barone aka Gigi Barocco – missaggio e mastering (eccetto traccia 5)
- Emyk – missaggio e mastering (traccia 5)
- Davide Rosh Minoja – art director e foto
- Eliana Casagrande – set designer
- Giulio Casagrande – stylist
- Studio Cirasa – foto

## Classifiche

### Classifiche settimanali
| Classifica (2022) | Posizione massima |
| ----------------- | ----------------- |
| Italia            | 7                 |

### Classifiche di fine anno
| Classifica (2022) | Posizione |
| ----------------- | --------- |
| Italia            | 60        |